# Liste der Naturdenkmale in Haunetal
Die Liste der Naturdenkmale in Haunetal nennt die im Gebiet der Gemeinde Haunetal im Landkreis Hersfeld-Rotenburg in Hessen gelegenen Naturdenkmale.

## Naturdenkmale
| Bild            | Bezeichnung              | Ortsteil, Lage                                 | Beschreibung           | Art      | Nr.     |
| --------------- | ------------------------ | ---------------------------------------------- | ---------------------- | -------- | ------- |
| BW              | Linde (Tilia)            | Hermannspiegel 50° 48′ 19,8″ N, 9° 43′ 56,3″ O | Zwei Linden            | Linde    | 3632350 |
| BW              | Eine Baumgruppe          | Neukirchen 50° 46′ 20,1″ N, 9° 41′ 56,1″ O     | Eine Baumgruppe        |          | 3632351 |
| BW              | Linden (Tilia)           | Neukirchen 50° 46′ 19,8″ N, 9° 41′ 50,5″ O     | Lindenallee            | Linde    | 3632352 |
| BW              | Buche (Pinus sylvestris) | Odensachsen 50° 47′ 34″ N, 9° 43′ 32,3″ O      | Eine Buche             | Rotbuche | 3632354 |
| BW              | Linden (Tilia)           | Odensachsen 50° 47′ 50,4″ N, 9° 42′ 58,3″ O    | Sechs Linden           | Linde    | 3632355 |
| BW              | Kiefer (Pinus)           | Rhina 50° 45′ 41,1″ N, 9° 40′ 6,3″ O           | Zwei Kiefern           | Kiefer   | 3632356 |
| BW              | Linde (Tilia)            | Unterstoppel 50° 44′ 19,9″ N, 9° 42′ 20,1″ O   | Eine Linde             | Linde    | 3632357 |
| Fotos hochladen | Die langen Steine        | Unterstoppel 50° 44′ 41,8″ N, 9° 42′ 18,2″ O   | Die langen Steine      |          | 3632358 |
| BW              | Linde (Tilia)            | Wehrda 50° 44′ 19″ N, 9° 40′ 5,8″ O            | Eine Linde             | Linde    | 3632359 |
| BW              | Eiche (Quercus)          | Wehrda 50° 44′ 18,5″ N, 9° 39′ 51,8″ O         | Eine Eiche             | Eiche    | 3632360 |
| BW              | Linden (Tilia)           | Wehrda 50° 44′ 19,1″ N, 9° 40′ 15,1″ O         | Lindenallee            | Linde    | 3632361 |
| Fotos hochladen | Linde (Tilia)            | Wehrda 50° 44′ 22,9″ N, 9° 39′ 48,9″ O         | Acht Linden            | Linde    | 3632362 |
| BW              | Quelle am Stoppelsberg   | Oberstoppel 50° 45′ 23″ N, 9° 41′ 57,5″ O      | Quelle am Stoppelsberg | Quelle   | 3632363 |
| BW              | Eiche (Quercus)          | Kruspis 50° 46′ 16,7″ N, 9° 39′ 30,5″ O        | Eine Eiche             | Eiche    | 3632364 |
| BW              | Linden (Tilia)           | Wehrda 50° 44′ 14,7″ N, 9° 39′ 58″ O           | Lindenallee            | Linde    | 3632365 |
| BW              | Linde (Tilia)            | Wehrda 50° 44′ 12,4″ N, 9° 39′ 59,5″ O         | Sechs Linden           | Linde    | 3632366 |